# 太平洋科學中心

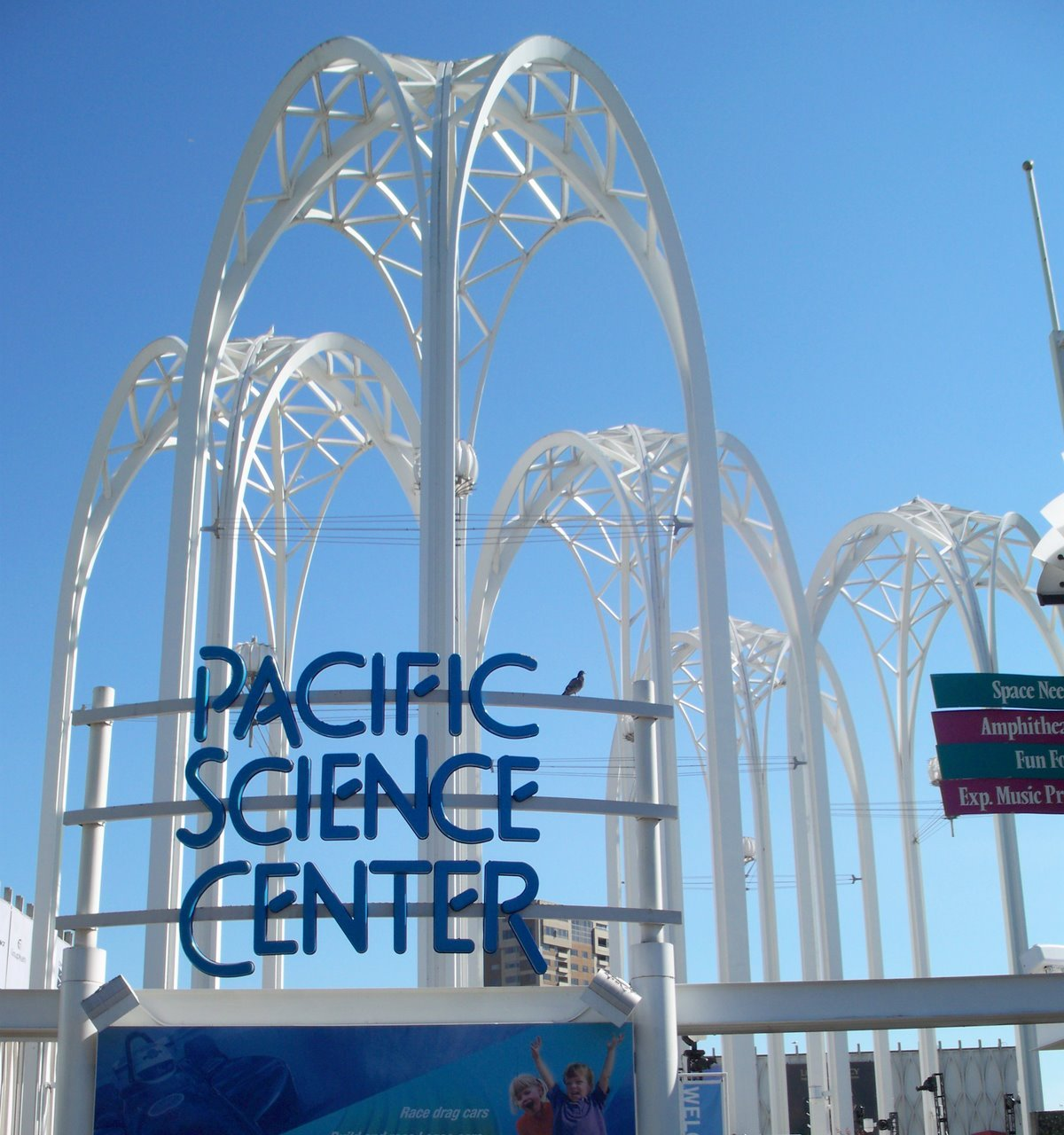
太平洋科學中心大門

太平洋科學中心（英語：Pacific Science Center），又譯為太平洋科學館，位於美國華盛頓州西雅圖。由山崎實為1962年21世紀博覽會設計。
太平洋科學中心是一間私人、非牟利的科學博物館，位於西雅圖中心，鄰近太空針塔，佔地2萬9千平方米（7.1英畝）。像很多博物館一樣，太平洋科學中心也經常舉辦專題展覽。博物館亦擁有一隊車隊，可以跨州到學校進行科學教育。

## 特色
博物館中間的廣場設有水潭和噴泉，裡面展示不同的動物銅像。除此之外，還有一個「機動遊戲」－旋轉小馬，遊戲用上數隻真的小馬繫在中間，然後小朋友可以騎在上面，就像旋轉木馬。廣場上的一系列設計都和水有關，參與性很強的科技展品，造型美觀，色彩協調，每一個展品都猶如一個景點，集科學、知識、娛樂、美感於一體，顯示了科學與藝術的巧妙結合。

## 歷史
原有建築物是1962年西雅圖21世紀博覽會的美國科學展館。博物館內的噴泉曾經在《獵艷情歌》中出現過。世博會結束後展館重新開放，成為太平洋科學中心。政府以每年1元的象徵式價錢出租該地及博物館，直到2004年時太平洋科學中心基金會正式擁有博物館。
整個建築物是由世貿中心設計師山崎實設計。每一座建築物的牆壁，由許多預製混凝土磚組成，形成座拱形的圖案。

### 1960年代
許多世博會的展品當時仍然存在，但至今已經所剩無幾。現在有許多家長和工程師仍然約略記得父母曾帶他們去。其中一樣在當時最出名的展品是一條斜坡道，這樣展品在1990年代重新製造。半球形太空館，原是放映寬銀幕的太空電影，現在用來做激光表演。IMAX原來的位置是一個播放舊電影的影院，如《美國太空總署阿波羅8號》、《21世紀與沃爾特克朗凱特》等等。前華盛頓州州長迪克西·李·雷此時曾領導科學館數年。

### 1980年代
博物館在此期間戲劇性地發展，最重要的一步是雇用了喬治·莫伊尼漢（George Moynihan ）為館長。莫伊尼漢曾在柏克萊羅倫斯科學館工作，並且在未來二十年帶領太平洋科學中心。他的領導班子包括黛安·卡爾森（Diane Carlson ）負責公共節目、丹尼斯·夏茲（Dennis Schatz）負責教育和展覽、戴夫．泰勒（Dave Taylor）負責展覽。
1984年，博物館冒險主辦了一次展覽名為「中國：7000年的發現」（China: 7000 Years of Discovery），是次展覽獲得巨大的成功，亦令太平洋科學中心成為具領導地位的科學博物館。同年7月，舉辦「濰坊風箏展覽」，風箏藝人當場表演的風箏紮制，繪畫技法，令參加者為之傾倒。另一顯著的成就是，舉辦了數次巡迴的機械恐龍展覽，後來在1990年代更於館內設置永久性恐龍模型。
1987年10月，博物館協辦了美國國際科學中心協會（Association of Science and Technology Centers）研討會，同時開放了數個主要展館，包括兒童天地（Kid Works）、人體探究（Body Works）、動物地帶和潮水池。

## 館內設施及過往展覽
博物館由八幢建築物組成，包括兩座IMAX影院、一座世界最大的半球雷射表演劇院、高科技區、熱帶蝴蝶屋、天文館、恐龍館和百多項手動展品。除了許多永久性展覽，太平洋科學中心亦定期舉辦專題展覽，較為重要的有「中國：7000年的發現」、「鐵達尼號：手藝品展覽」（Titanic: the Artifacts Exhibit）、「死海古卷的發現」（Discovering the Dead Sea Scrolls）、「露西的遺骸：埃塞俄比亞隱藏的寶藏」（Lucy's Legacy: The Hidden Treasures of Ethiopia）。

## 麻沙濕地環境教育中心
是一間在貝爾維尤的附屬機構，旨在教導成人和小朋友環境管理、濕地生態學，以及是大自然體驗。

## 外部連結
- 太平洋科學中心（页面存档备份，存于）